# Jiro Kamata
Jiro Kamata (鎌田 次郎 Kamata Jirō?, nacido el 28 de julio de 1985 en Ōta, Tokio) es un futbolista japonés que se desempeña como defensa.

## Trayectoria

### Clubes
| Club           | País  | Año         |
| -------------- | ----- | ----------- |
| Kashiwa Reysol | Japón | 2006        |
| Kashiwa Reysol | Japón | 2008 - 2009 |
| Vegalta Sendai | Japón | 2010 - 2015 |
| Kashiwa Reysol | Japón | 2016 -      |

## Estadística de carrera

### J. League
| Club           | Año   | J. League | J. League | Copa J. League | Copa J. League | Total | Total |
| Club           | Año   | Part.     | Goles     | Part.          | Goles          | Part. | Goles |
| -------------- | ----- | --------- | --------- | -------------- | -------------- | ----- | ----- |
| Kashiwa Reysol | 2006  | 15        | 0         | -              | -              | 15    | 0     |
| Kashiwa Reysol | 2008  | 26        | 1         | 5              | 1              | 31    | 2     |
| Kashiwa Reysol | 2009  | 11        | 0         | 4              | 0              | 15    | 0     |
| Vegalta Sendai | 2010  | 27        | 2         | 8              | 0              | 35    | 2     |
| Vegalta Sendai | 2011  | 33        | 1         | 4              | 0              | 37    | 1     |
| Vegalta Sendai | 2012  | 31        | 3         | 5              | 0              | 36    | 3     |
| Vegalta Sendai | 2013  | 29        | 0         | 2              | 0              | 31    | 0     |
| Vegalta Sendai | 2014  | 31        | 2         | 6              | 1              | 37    | 3     |
| Vegalta Sendai | 2015  | 25        | 1         | 4              | 1              | 29    | 2     |
| Kashiwa Reysol | 2016  | 16        | 0         | 4              | 0              | 20    | 0     |
| Kashiwa Reysol | 2017  | 15        | 0         | 3              | 0              | 18    | 0     |
| Total          | Total | 259       | 10        | 45             | 3              | 304   | 13    |